# 红树林树雀
，是雀形目唐纳雀科的一种鸟类。
红树林树雀体重约18克，翼长约71毫米，嘴峰长约17.2毫米，喙宽度约5.1毫米，喙厚度约7.1毫米，跗蹠长约23.6毫米，尾长约42.5毫米。红树林树雀在其分布区内为留鸟，其栖息在半开放的中等高度的林地中，食性为肉食性，主要食物来源是陆生无脊椎动物。
红树林树雀分布于只限于加拉帕戈斯群岛伊莎贝拉岛西海岸的红树林中的极小区域；以前也曾分布在伊莎贝拉岛的东海岸和费尔南迪纳岛上。该物种是单型物种，没有亚种分化。